# Bartek Godusławski
Bartek Godusławski, właśc. Bartłomiej Godusławski – polski dziennikarz ekonomiczny, w latach 2020–2021 i ponownie od grudnia 2021 zastępca redaktora naczelnego Business Insider Polska.

## Życiorys
Pracując przez siedem lat w Polskiej Agencji Prasowej, publikował materiały dotyczące makroekonomii, finansów publicznych, rynków walut oraz papierów dłużnych. Następnie przez dwa i pół roku był dziennikarzem ekonomicznym „Pulsu Biznesu” (2015–2017). W czerwcu 2017 roku został dziennikarzem działu Ekonomia i Społeczeństwo w „Dzienniku Gazecie Prawnej”, gdzie publikował materiały o finansach publicznych, polityce pieniężnej i gospodarce. Od czerwca 2019 do marca 2020 gościnne prowadził audycję EKG – Ekonomia Kapitał Gospodarka w radiu Tok FM.
Jesienią 2020 rozpoczął pracę w Business Insider Polska, gdzie został zastępcą redaktora naczelnego. W maju 2021 powrócił do „Dziennika Gazety Prawnej”. W grudniu 2021 zakończył współpracę z DGP i ponownie został wicenaczelnym Business Insider Polska.
Wielokrotnie nominowany do Grand Press Economy (w 2014, w 2015 „za niezwykłą umiejętność przejrzystego prezentowania niełatwej tematyki finansów publicznych”, w 2018 „za dociekliwość w analizowaniu afery GetBacku, co zaowocowało newsami i rzetelnymi analizami różnych jej wątków”) oraz zdobywca Grand Press Economy 2016 „za niezależne, rzetelne i poparte twardymi danymi analizy makroekonomiczne”. Wyróżniony został także Nagrodą Dziennikarską Związku Banków Polskich im. Mariana Krzaka za rok 2018 „za konsekwencję we wnikliwym prezentowaniu tematyki bankowo-finansowej w sposób obiektywny, rzetelny i wiarygodny”.